# Bilgiç
Bilgiç ist ein türkischer Familienname. Der Name hat u. a. die Bedeutung „ein gelehrter, belesener Mann“; umgangssprachlich bedeutet bilgiç auch „Besserwisser“. Bilgic ist keine türkische Form des Namens.

## Namensträger

### Familienname
- Eşref Bilgiç (1908–1992), türkischer Fußballspieler
- Hakan Bilgiç (* 1992), belgisch-türkischer Fußballspieler
- Iwannis Ephrem Bilgic (1891–1984), Metropolit der Syrisch-Orthodoxen Kirche
- Kutluhan Bilgiç (* 1981), türkischer Fußballschiedsrichter
- Tahir Bilgiç (* 1970), australischer Stand-up-Comedian und Schauspieler türkischer Herkunft
- Esra Bilgiç (* 1992), türkische Schauspielerin